# Das schöne Fräulein Schragg
Das schöne Fräulein Schragg è un film del 1937 diretto da Hans Deppe.
Tratto dal romanzo di Fred Andreas, fa parte della serie di film prodotti in Germania dagli anni venti agli anni quaranta che esaltano la figura di Federico II di Prussia e che sono conosciuti sotto il nome di Fridericus-Rex-Filme.

## Produzione
Il film fu prodotto dalla Tonlicht-Film GmbH e Universum-Film AG (UFA) (Berlin). Venne girato nel Brandeburgo, a Rheinsberg.

## Distribuzione
Distribuito dall'Universum Film (UFA), uscì nelle sale cinematografiche tedesche il 9 aprile 1937.
I diritti del film appartengono al Deutsches Filminstitut - DIF.